# Haliotis discus
Haliotis discus (em inglês disk abalone ou japanese abalone) é uma espécie de molusco gastrópode marinho pertencente à família Haliotidae. Foi classificada por Reeve, em 1846. É nativa do oeste do oceano Pacífico.

## Descrição da concha
Concha oval de 15 centímetros a pouco mais de 22 centímetros, com superfície moderadamente enrugada, dotada de estrias espirais suaves, mas visíveis, cruzadas por lamelas de crescimento. A coloração varia entre suas duas subespécies: vai de creme a marrom avermelhada em Haliotis discus discus, passando a adquirir faixas de coloração esverdeada ou laranja em Haliotis discus hannai. Os furos abertos em sua superfície, de 3 a 5, geralmente em número de 4, são grandes e um pouco elevados. Região interna da concha madreperolada, iridescente e sem cicatrizes musculares, apresentando o relevo de sua face externa visível.

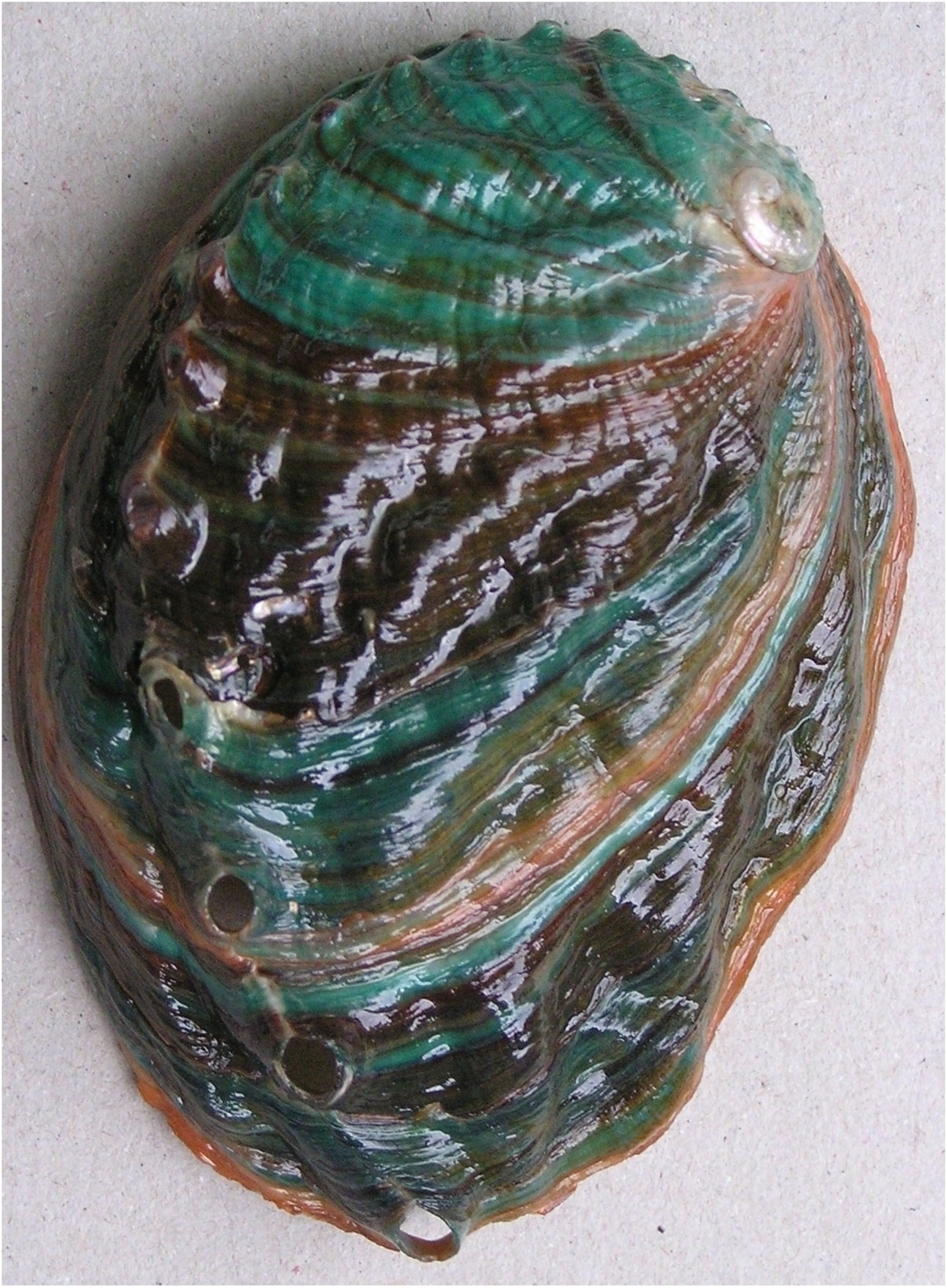
Concha de H. discus hannai Ino, 1953, vista por cima.
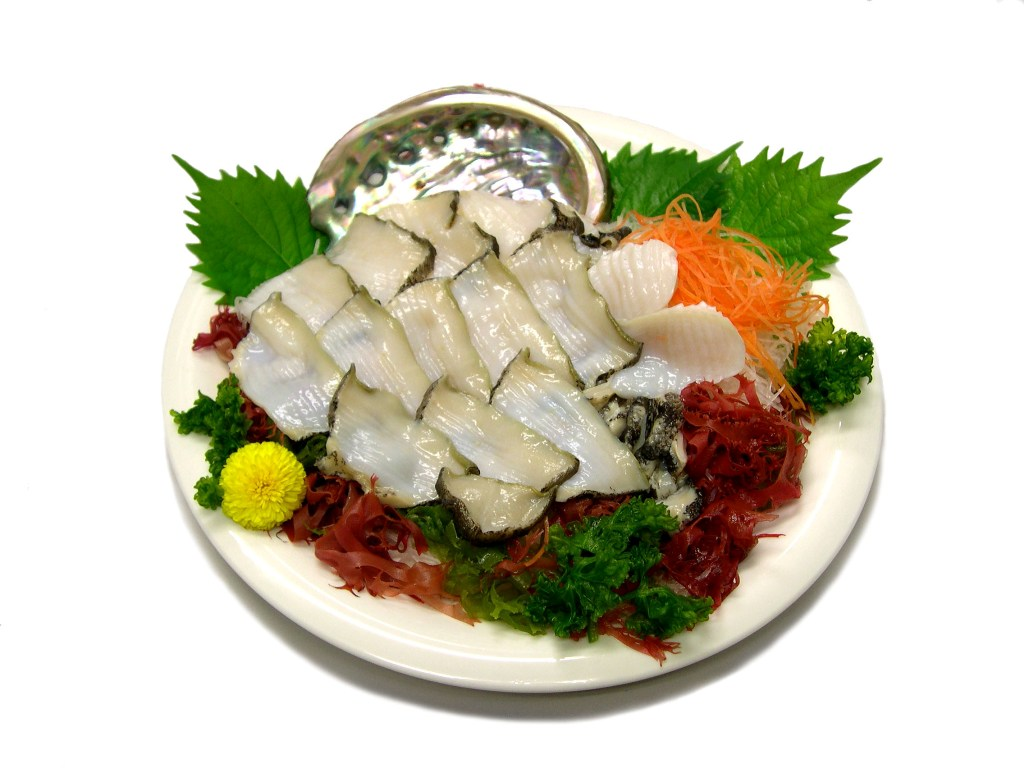
Sashimi de H. discus.

Em estudo, com experiências de alimentação e acasalamento controlados, se determinou que as variações de coloração de Haliotis discus hannai Ino, 1953, ocorrem por fatores genéticos e também por suas diferentes dietas, causando modificações estáveis na cor da concha, imitando as cores de sua dieta, o que pode fornecer camuflagem e ter algum significado evolutivo, evitando a sua predação em seu habitat.

## Subespécies
- Haliotis discus discus Reeve, 1846 (nomeada kuro-awabi em japonês)[9]
- Haliotis discus hannai Ino, 1953 (nomeada ezo-awabi em japonês)[9]

## Distribuição geográfica
Haliotis discus ocorre em águas rasas da zona nerítica até os 20 metros de profundidade, em áreas rochosas do litoral oeste do oceano Pacífico, no Japão, Coreia e norte da China.

## Pesca e consumo
Esta espécie é comercialmente cultivada e pescada para o mercado de alimentação na Ásia.